# Saint-Lambert-et-Mont-de-Jeux
Saint-Lambert-et-Mont-de-Jeux is een gemeente in het Franse departement Ardennes (regio Grand Est) en telt 185 inwoners (1999). De plaats maakt deel uit van het arrondissement Vouziers.

## Geografie
De oppervlakte van Saint-Lambert-et-Mont-de-Jeux bedraagt 10,6 km², de bevolkingsdichtheid is 17,5 inwoners per km².
De onderstaande kaart toont de ligging van Saint-Lambert-et-Mont-de-Jeux met de belangrijkste infrastructuur en aangrenzende gemeenten.

## Demografie
Onderstaande figuur toont het verloop van het inwonertal (bron: INSEE-tellingen).

Vanwege een beveiligingsprobleem met de MediaWiki Graph-software is het momenteel niet mogelijk deze grafiek weer te geven. Zodra de software is bijgewerkt zal de grafiek vanzelf weer zichtbaar worden.

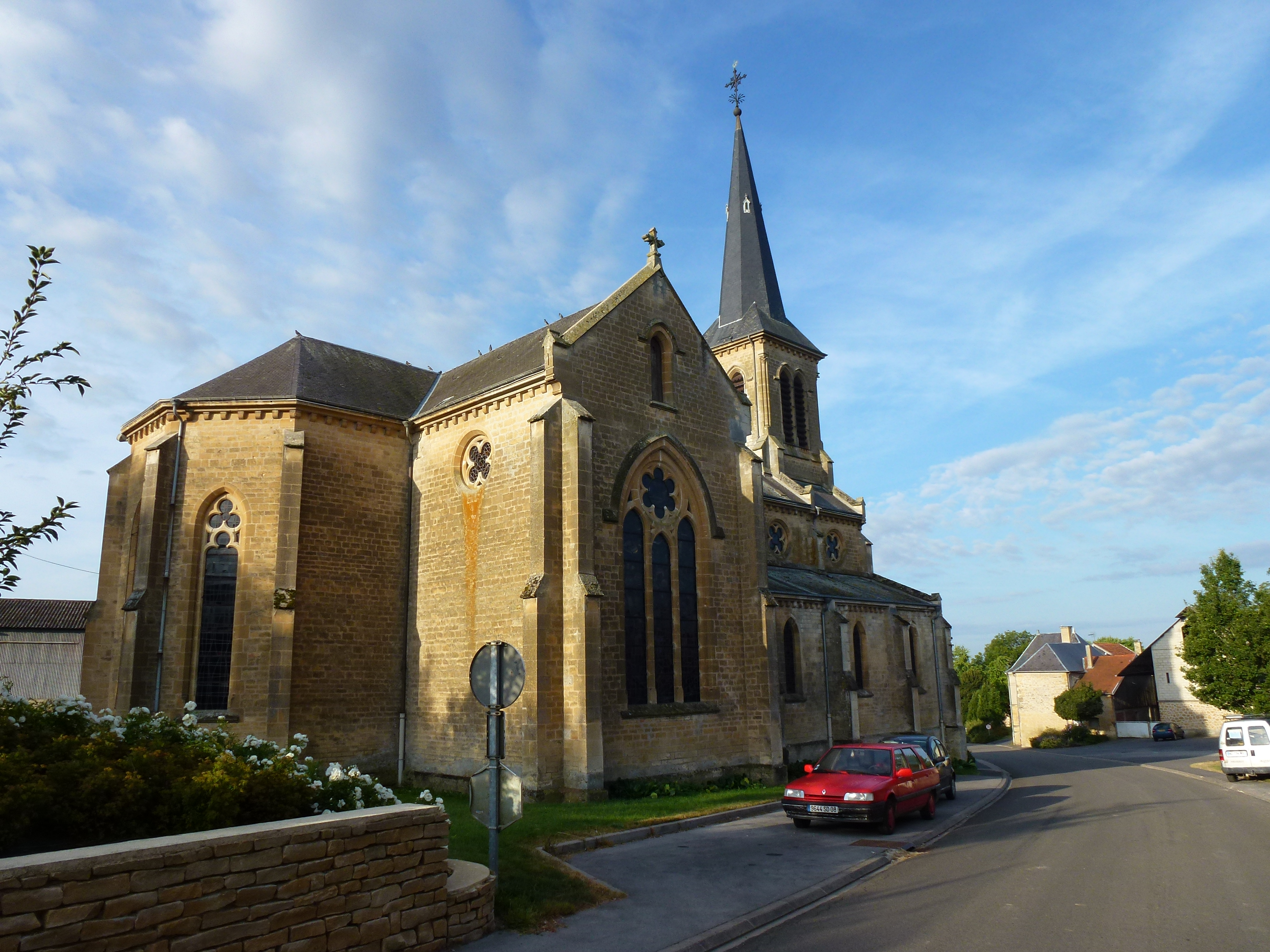
Kerk van Saint-Lambert
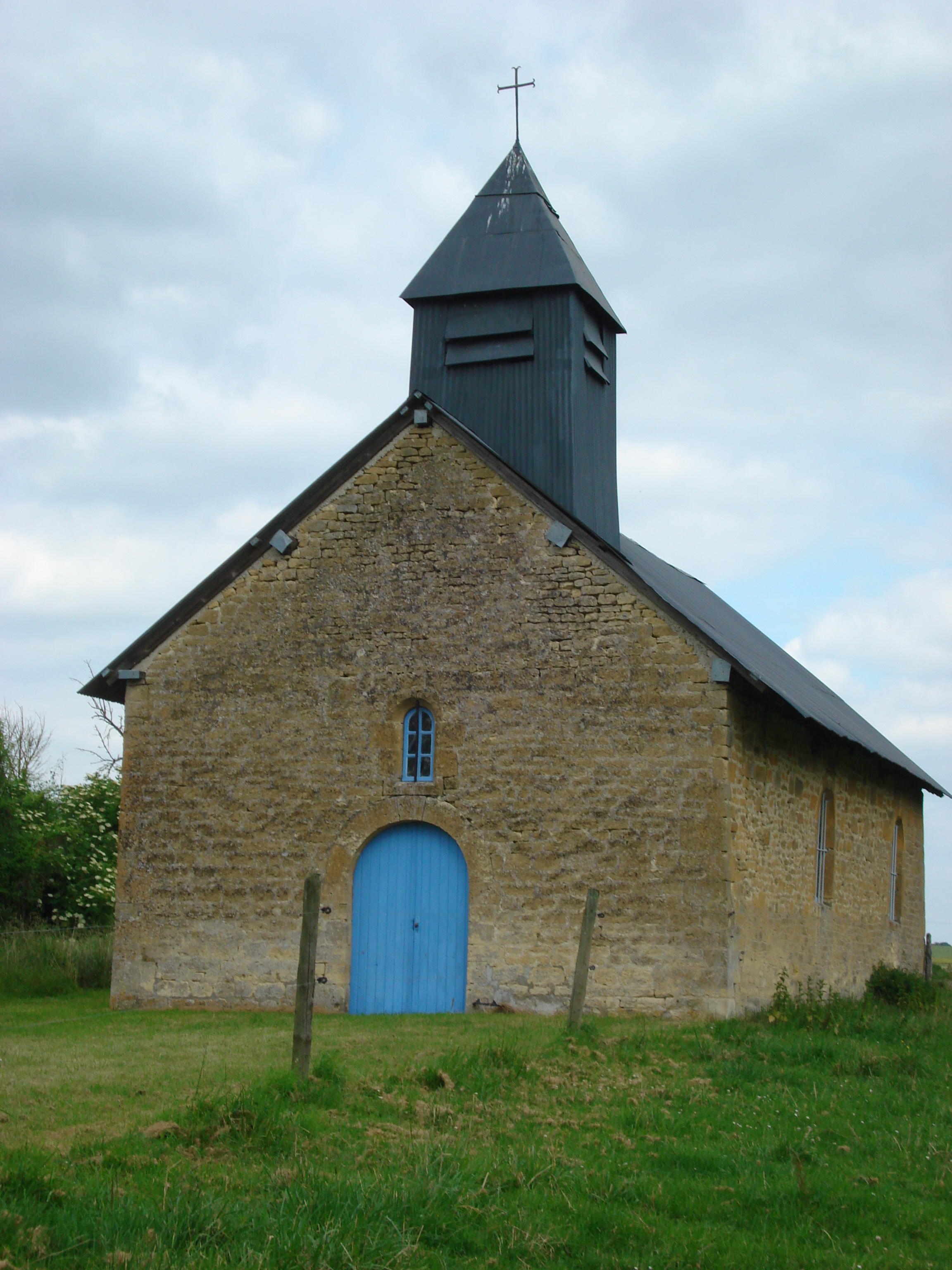
Kerk van Mont-de-Jeux
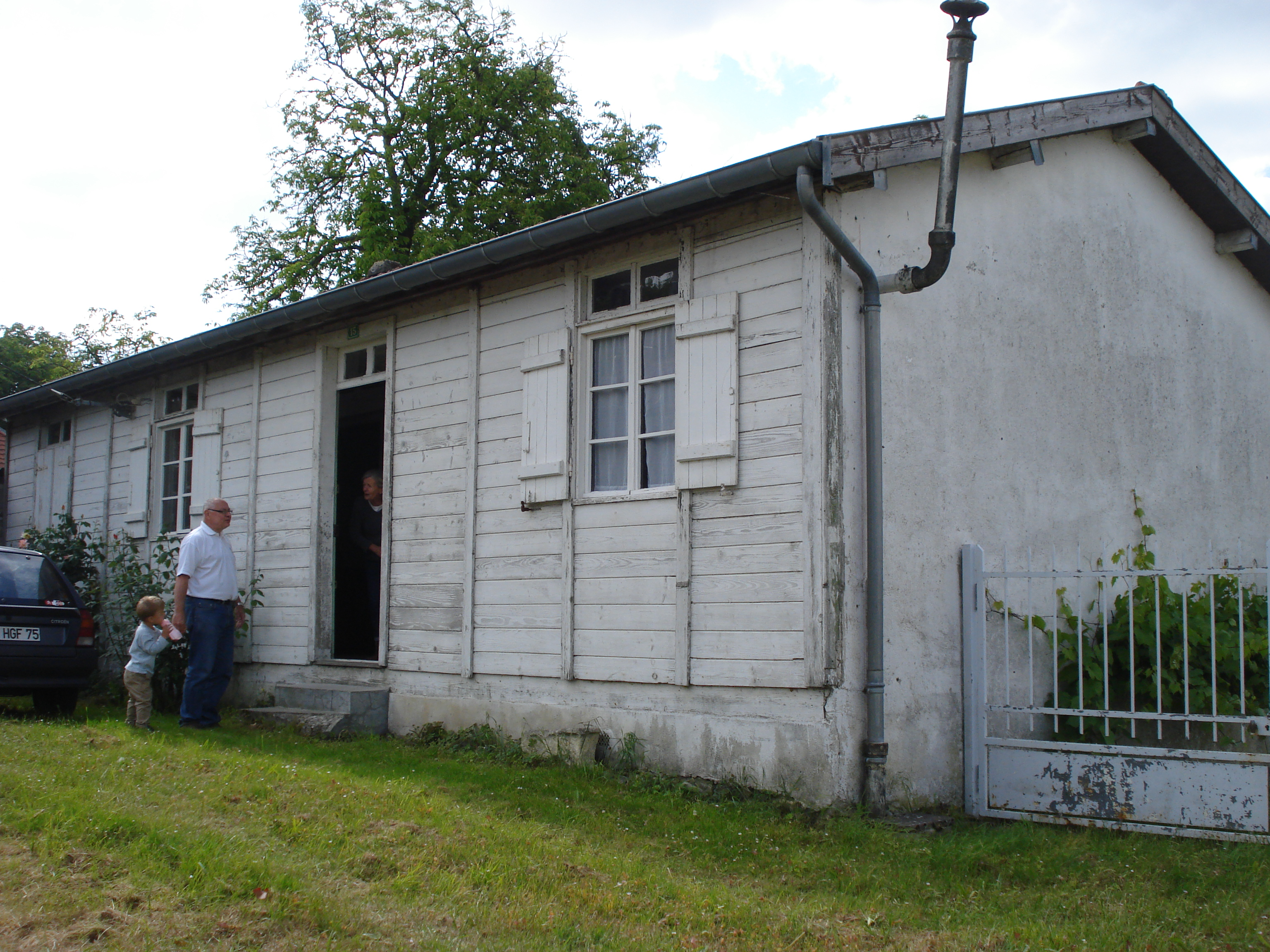
Huis van de schrijver André D’Hôtel